# Förna

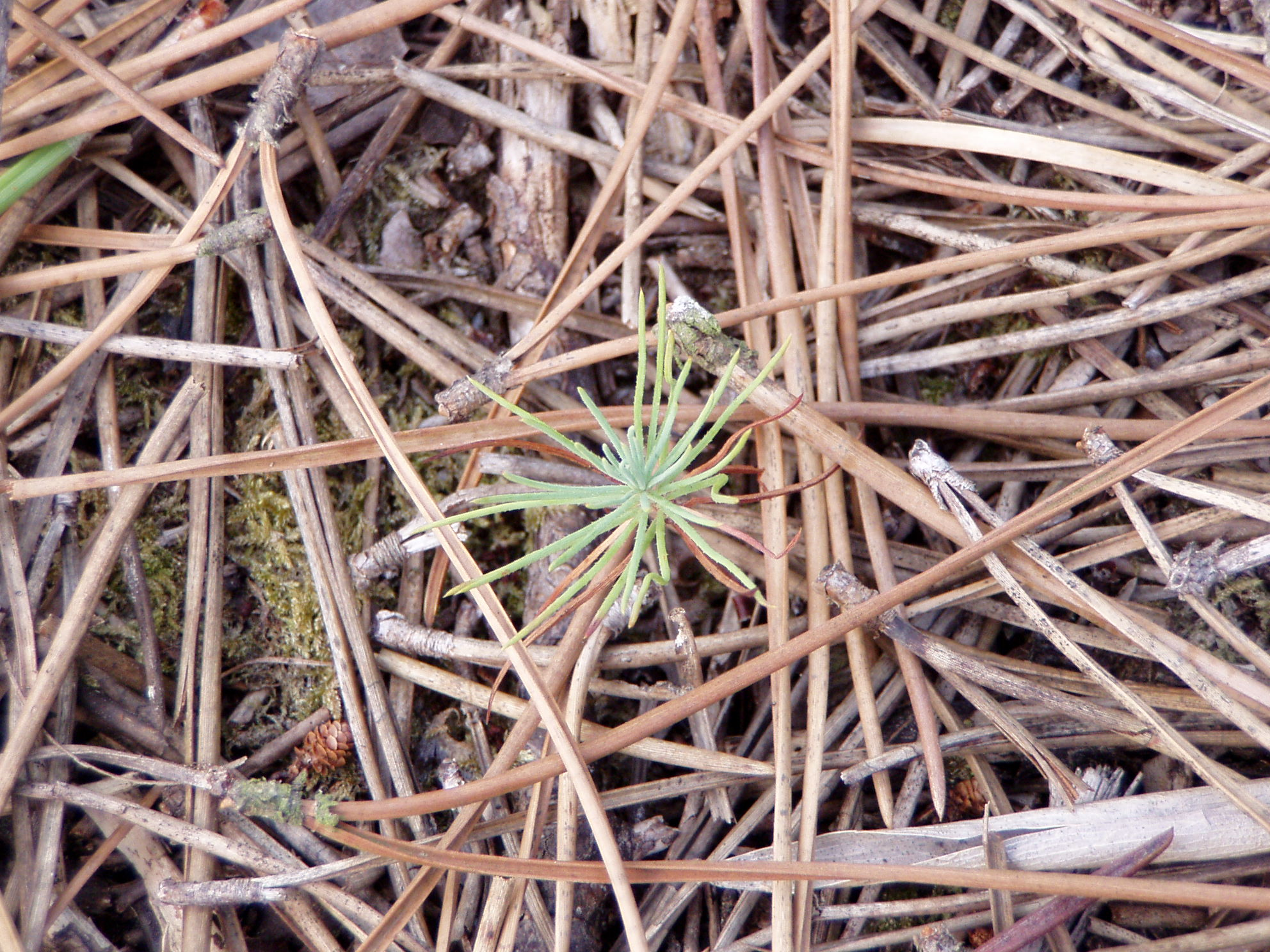
Exempel på förna

Förna är det lager som finns högst upp av de olika jordnivåerna. Förnan består av organiskt material som ligger på marken. Detta består till största delen av döda men inte helt nedbrutna växtdelar. En del utgörs även av djurrester samt exkrement som hamnat på marken. Förna utgör habitat för små djur (förnadjur), svampar och växter. Vissa djur, till exempel maskar, vissa fågelarter, använder materialet när de bygger bo. Allt eftersom förnan komposteras bidrar den med näring till omgivningen. Den del av förnan som inte ännu är fullt nedbruten men ändå börjat brytas ner, kallas för humus. 
Förnan är inte skör och medför därmed inga protister, som hjälper till att bryta ned den.